# Сан-Луис Кильота
«Сан-Луис Кильота» (исп. San Luis de Quillota) — чилийский футбольный клуб из города Кильота.

## История
Клуб был основан 8 декабря 1919 года.
«Сан-Луис Кильота» играет свои домашние матчи на стадионе «Мунисипаль Лусио Фаринья Фернандес» в Кильоте, вмещающем 8 017 зрителей.
В 2015—2018 годах выступал в сильнейшем дивизионе страны, Примере. С 2019 года играет в Примере B.

## Титулы и достижения
- Чемпион Примеры B (второй по уровню дивизион) (4): 1955, 1958, 1980, 2014/15
- Чемпион Третьего дивизиона (четвёртый по уровню дивизион) (1): 2003

## Клубные факты
- Сезонов в Примере (21): 1956—1957, 1959—1967, 1981, 1984—1987, 2010, 2015/16—2018
- Сезонов в Примере B (37): 1953—1955, 1958, 1968—1980, 1982—1983, 1988—1990, 2004—2009, 2011—2014/15, 2019—н. в.
- Сезонов в Третьем дивизионе (13): 1991—2003